# سلط
شهر سلط (به عربی: السلط) در استان بلقاء در کشور اردن واقع شده‌است. جمعیت این شهر ۷۳٫۵۲۸ نفر است.